# Бранно (Великопольське воєводство)
Бранно (пол. Branno) — село в Польщі, у гміні Жґув Конінського повіту Великопольського воєводства.
Населення — 271 особа (2011).
У 1975-1998 роках село належало до Конінського воєводства.

## Демографія
Демографічна структура станом на 31 березня 2011 року:
|          | Загалом | Допрацездатний вік | Працездатний вік | Постпрацездатний вік |
| -------- | ------- | ------------------ | ---------------- | -------------------- |
| Чоловіки | 141     | 35                 | 95               | 11                   |
| Жінки    | 130     | 30                 | 78               | 22                   |
| Разом    | 271     | 65                 | 173              | 33                   |